# Steven Zaillian
Steven Ernest Bernard Zaillian (Fresno, 30 gennaio 1953) è uno sceneggiatore, regista e produttore cinematografico statunitense.
Ha vinto il premio Oscar per la sceneggiatura di Schindler's List - La lista di Schindler e nominato altre quattro volte per Risvegli, Gangs of New York, L'arte di vincere e The Irishman.

## Filmografia

### Sceneggiatore
- Il gioco del falco (The Falcon and the Snowman), regia di John Schlesinger (1985)
- Risvegli (Awakenings), regia di Penny Marshall (1990)
- Schindler's List - La lista di Schindler, regia di Steven Spielberg (1993)
- Un eroe piccolo piccolo (Jack the Bear), regia di Marshall Herskovitz (1993)
- Sotto il segno del pericolo (Clear and Present Danger), regia di Phillip Noyce (1994)
- Hannibal, regia di Ridley Scott (2001)
- Gangs of New York, regia di Martin Scorsese (2002)
- The Interpreter, regia di Sydney Pollack (2005)
- American Gangster, regia di Ridley Scott (2007)
- L'arte di vincere (Moneyball), regia di Bennett Miller (2011)
- Millennium - Uomini che odiano le donne (The Girl with the Dragon Tattoo), regia di David Fincher (2011)
- Exodus - Dei e re (Exodus: Gods and Kings), regia di Ridley Scott (2014)
- The Irishman, regia di Martin Scorsese (2019)

#### Soggetto
- Mission: Impossible, regia di Brian De Palma (1996)

### Regista e sceneggiatore

#### Cinema
- In cerca di Bobby Fischer (Searching for Bobby Fischer) (1993)
- A Civil Action (1998)
- Tutti gli uomini del re (All the King's Men) (2006)

#### Televisione
- The Night Of - Cos'è successo quella notte? (The Night Of) - miniserie TV, 8 episodi (2016)
- Ripley - miniserie TV, 8 episodi (2024)

### Produttore

#### Cinema
- A Civil Action, regia di Steven Zaillian (1998)
- Tutti gli uomini del re (All the King's Men), regia di Steven Zaillian (2006)
- American Gangster, regia di Ridley Scott (2007)
- Welcome to the Rileys, regia di Jake Scott (2010)
- Millennium - Uomini che odiano le donne (The Girl with the Dragon Tattoo), regia di David Fincher (2011)
- La fredda luce del giorno (The Cold Light of Day), regia di Mabrouk El Mechri (2012)
- Life Itself, regia di Steve James (2014)
- Edison - L'uomo che illuminò il mondo (The Current War), regia di Alfonso Gomez-Rejon (2017)
- Red Sparrow, regia di Francis Lawrence (2018)
- My Dinner with Hervé – film TV, regia di Sacha Gervasi (2018)
- Quelli che mi vogliono morto (Those Who Wish Me Dead), regia di Taylor Sheridan (2021)
- Acque profonde (Deep Water), regia di Adrian Lyne (2022)

#### Televisione
- The Night Of - Cos'è successo quella notte? (The Night Of) - miniserie TV, 8 episodi (2016)

### Montatore
- Breaker! Breaker!, regia di Don Hulette (1977)
- Kingdom of the Spiders, regia di John 'Bud' Cardos (1977)
- Starhops, regia di Barbara Peeters (1978)
- A Great Ride, regia di Don Hulette (1979)
- Below the Belt, regia di Robert Fowler (1980)

## Riconoscimenti
- Premio Oscar
  - 1991 – Candidatura alla miglior sceneggiatura non originale per Risvegli
  - 1994 – Miglior sceneggiatura non originale per Schindler's List - La lista di Schindler
  - 2003 – Candidatura alla miglior sceneggiatura originale per Gangs of New York
  - 2012 – Candidatura alla miglior sceneggiatura non originale per L'arte di vincere
  - 2020 – Candidatura alla miglior sceneggiatura non originale per The Irishman

- Premio Emmy
  - 2017 – Candidatura alla miglior miniserie o film per The Night Of - Cos'è successo quella notte?
  - 2017 – Candidatura alla miglior regia in una miniserie o film per The Night Of - Cos'è successo quella notte?
  - 2017 – Candidatura alla miglior sceneggiatura in una miniserie o film per The Night Of - Cos'è successo quella notte?
  - 2019 – Candidatura al miglior film televisivo per My Dinner with Hervé
  - 2024 – Candidatura alla miglior miniserie o film per Ripley
  - 2024 – Miglior regia in una miniserie o film per Ripley
  - 2024 – Candidatura alla miglior sceneggiatura in una miniserie o film per Ripley
- Premio BAFTA
  - 1994 – Miglior sceneggiatura non originale per Schindler's List - La lista di Schindler
  - 2003 – Candidatura alla miglior sceneggiatura originale per Gangs of New York
  - 2008 – Candidatura alla miglior sceneggiatura originale per American Gangster
  - 2012 – Candidatura alla miglior sceneggiatura non originale per L'arte di vincere
  - 2020 – Candidatura alla miglior sceneggiatura non originale per The Irishman
- Critics' Choice Awards
  - 2012 – Miglior sceneggiatura non originale per L'arte di vincere
  - 2020 – Candidatura alla miglior sceneggiatura non originale per The Irishman